# Формула Кирхгофа
Фо́рмула Ки́рхгофа — аналитическое выражение для решения гиперболического уравнения в частных производных (т. н. «волнового уравнения») во всём трёхмерном пространстве. Методом спуска (то есть уменьшением размерности) из него можно получить решения двумерного (Формула Пуассона) и одномерного (Формула Д’Аламбера) уравнения.

## Полная формулировка задачи и ответа
Рассмотрим уравнение
{\displaystyle {\frac {\partial ^{2}u}{\partial t^{2}}}-a^{2}\triangle u=f}, где функции {\displaystyle u=u(\mathbf {x} ,t)} и {\displaystyle f=f(\mathbf {x} ,t)} определены на {\displaystyle (\mathbf {x} ,t)\in \mathbb {R} ^{n}\times \mathbb {R} ^{+}}, а {\displaystyle \triangle } — оператор Лапласа.
Это уравнение определяет распространение бегущей волны в {\displaystyle n}-мерной однородной среде со скоростью {\displaystyle a} в моменты времени {\displaystyle t>0}.
Для того, чтобы решение было однозначным, необходимо определить начальные условия. Начальные условия определяют состояние пространства (или, говорят, «начальное возмущение») в момент времени {\displaystyle t=0}:
{\displaystyle u|_{t=0}=\varphi _{0}({\bar {x}}),\quad \left.{\frac {\partial u}{\partial t}}\right|_{t=0}=\varphi _{1}({\bar {x}})}
Тогда обобщённая формула Кирхгофа даёт решение этой задачи в трёхмерном случае:
{\displaystyle u(\mathbf {x} ,t)={\frac {\partial }{\partial t}}\left[{\frac {1}{4\pi a^{2}t}}\iint \limits _{S}\varphi _{0}(\mathbf {y} )d^{2}S_{n}\right]+{\frac {1}{4\pi a^{2}t}}\iint \limits _{S}\varphi _{1}(\mathbf {y} )d^{2}S_{n}+{\frac {1}{4\pi a^{2}}}\iiint \limits _{\left|\mathbf {x} -\mathbf {y} \right|\leqslant at}{\frac {f\left(\mathbf {y} ,t-{\frac {\left|\mathbf {x} -\mathbf {y} \right|}{a}}\right)}{\left|\mathbf {x} -\mathbf {y} \right|}}d^{3}\mathbf {y} }
где поверхностные интегралы берутся по сфере {\displaystyle S\colon \left|\mathbf {x} -\mathbf {y} \right|=at}.
Сам Кирхгоф рассматривал только трёхмерный случай.
Простой вывод решения основной задачи использует преобразование Фурье.

## Физические следствия

Передний и задний волновые фронты от локализованного в пространстве возмущения действуют на наблюдателя в течение ограниченного отрезка времени

Пусть в начальный момент времени {\displaystyle t=0} на некотором компакте {\displaystyle M} есть локальное возмущение ({\displaystyle \varphi _{0}\neq 0} и/или {\displaystyle \varphi _{1}\neq 0}). Если мы находимся в некоторой точке {\displaystyle {\bar {x}}_{0}\in \mathbb {R} ^{3}}, то, как видно из формулы (область интегрирования), возмущение мы почувствуем через время {\displaystyle t_{1}={\frac {1}{a}}\inf _{{\bar {y}}\in M}\left|{\bar {y}}-{\bar {x}}_{0}\right|}.
Вне отрезка времени {\displaystyle \left[t_{1};t_{2}\right]}, где {\displaystyle t_{2}={\frac {1}{a}}\sup _{{\bar {y}}\in M}\left|{\bar {y}}-{\bar {x}}_{0}\right|}, функция {\displaystyle u(x_{0},t)} равна нулю.

Таким образом, начальное возмущение, локализованное в пространстве, вызывает в каждой точке пространства действие, локализованное во времени, то есть возмущение распространяется в виде волны, имеющей передний и задний фронты, что выражает принцип Гюйгенса). На плоскости же этот принцип нарушается. Обоснованием этого является тот факт, что носитель возмущения, компактный в {\displaystyle \mathbb {R} ^{2}}, уже не будет компактным в {\displaystyle \mathbb {R} ^{3}}, а будет образовывать бесконечный цилиндр, и, следовательно, возмущение будет неограниченно во времени (у цилиндрических волн отсутствует задний фронт).

## Формула Пуассона—Парсеваля
Решение уравнения колебаний мембраны (двумерного пространства)
{\displaystyle u_{tt}=a^{2}\triangle u+f}
(функция {\displaystyle f(x,t)} соответствует вынуждающей внешней силе)
с начальными условиями
{\displaystyle u(x,0)=\varphi (x),\quad u_{t}(x,0)=\psi (x)}
задаётся формулой:
{\displaystyle u({\bar {x}},t)=u(x_{1},x_{2},t)={\frac {1}{2\pi a}}\int \limits _{0}^{t}\iint \limits _{r<a(t-\tau )}{\frac {f(y_{1},y_{2},\tau )dy_{1}dy_{2}d\tau }{\sqrt {a^{2}(t-\tau )^{2}-(y_{1}-x_{1})^{2}-(y_{2}-x_{2})^{2}}}}+{\frac {\partial }{\partial t}}{\frac {1}{2\pi a}}\iint \limits _{r<at}{\frac {\varphi (y_{1},y_{2})dy_{1}dy_{2}}{\sqrt {a^{2}t^{2}-(y_{1}-x_{1})^{2}-(y_{2}-x_{2})^{2}}}}+{\frac {1}{2\pi a}}\iint \limits _{r<at}{\frac {\psi (y_{1},y_{2})dy_{1}dy_{2}}{\sqrt {a^{2}t^{2}-(y_{1}-x_{1})^{2}-(y_{2}-x_{2})^{2}}}}}.

## Формула Д'Аламбера
Решение одномерного волнового уравнения
{\displaystyle u_{tt}=a^{2}u_{xx}+f\quad } (функция {\displaystyle f(x,t)} соответствует вынуждающей внешней силе)
с начальными условиями
{\displaystyle u(x,0)=\varphi (x),\quad u_{t}(x,0)=\psi (x)}
имеет вид
{\displaystyle u(x,t)={\frac {\varphi (x+at)+\varphi (x-at)}{2}}+{\frac {1}{2a}}\int \limits _{x-at}^{x+at}{\psi (\alpha )d\alpha }+{\frac {1}{2a}}\int \limits _{0}^{t}\int \limits _{x-a(t-\tau )}^{x+a(t-\tau )}f(s,\tau )dsd\tau }

В область приходят характеристики только из одного семейства

При пользовании формулой Д’Аламбера следует учесть, что иногда решение может не быть единственным во всей рассматриваемой области {\displaystyle \mathbb {R} ^{1}\times [0,T]}. Решение волнового уравнения представляется в виде суммы двух функций: {\displaystyle u(x,t)=f(x+at)+g(x-at)}, то есть оно определяется двумя семействами характеристик: {\displaystyle x+at=\xi ,\ x-at=\eta }. Пример, показанный на рисунке справа, иллюстрирует волновое уравнение для полубесконечной струны, и начальные условия в нём заданы только на зеленой линии {\displaystyle x\geq 0}. Видно, что в область {\displaystyle \mathrm {I} } приходят как {\displaystyle \xi }-характеристики, так и {\displaystyle \eta }-характеристики, в то время как в области {\displaystyle \mathrm {II} } есть только {\displaystyle \xi }-характеристики. То есть, в области {\displaystyle \mathrm {II} } формула Д’Аламбера не работает.

## Применение формул
В общем виде формула Кирхгофа довольно громоздка, а потому решение задач математической физики с её помощью обычно является затруднительным. Однако, можно воспользоваться линейностью волнового уравнения {\displaystyle {\frac {\partial ^{2}u}{\partial t^{2}}}=a^{2}\triangle u+f({\bar {x}},t)} с начальными условиями {\displaystyle u({\bar {x}},0)=\varphi _{0}({\bar {x}}),\ u_{t}({\bar {x}},0)=\varphi _{1}({\bar {x}})} и искать решение в виде суммы трех функций: {\displaystyle u(x,t)=A(x,t)+B(x,t)+C(x,t)}, которые удовлетворяют следующим условиям:
{\displaystyle {\frac {\partial ^{2}A}{\partial t^{2}}}=a^{2}\triangle A+f({\bar {x}},t),\qquad A({\bar {x}},0)=0,\ A_{t}({\bar {x}},0)=0;}
{\displaystyle {\frac {\partial ^{2}B}{\partial t^{2}}}=a^{2}\triangle B,\qquad B({\bar {x}},0)=\varphi _{0}({\bar {x}}),\ B_{t}({\bar {x}},0)=0;}
{\displaystyle {\frac {\partial ^{2}C}{\partial t^{2}}}=a^{2}\triangle C,\qquad C({\bar {x}},0)=0,\ {\mathit {C}}_{t}({\bar {x}},0)=\varphi _{1}({\bar {x}}).}
Сама по себе такая операция не упрощает пользование формулой Кирхгофа, но для некоторых задач оказывается возможным подбор решения, либо сведение многомерной задачи к одномерной путём замены переменных. Например, пусть {\displaystyle \varphi _{1}(x,y,z)={\frac {1}{1+(x+3y-2z)^{2}}}}. Тогда после замены {\displaystyle \xi =x+3y-2z} уравнение для задачи «С» примет вид:
{\displaystyle {\frac {\partial ^{2}C}{\partial t^{2}}}=14a^{2}{\frac {\partial ^{2}C}{\partial \xi ^{2}}},\qquad {\mathit {C}}(\xi ,0)=0,\ C_{t}(\xi ,0)={\frac {1}{1+\xi ^{2}}}.}
Таким образом, пришли к одномерному уравнению, а, значит, можно воспользоваться формулой Д’Аламбера:
{\displaystyle C(\xi ,t)={\frac {1}{2{\sqrt {14}}a}}\int \limits _{\xi -{\sqrt {14}}at}^{\xi +{\sqrt {14}}at}{\frac {d\eta }{1+\eta ^{2}}}={\frac {1}{2{\sqrt {14}}a}}\left(\operatorname {arctg} (\xi +{\sqrt {14}}at)-\operatorname {arctg} (\xi -{\sqrt {14}}at)\right).}
В силу четности начального условия, решение сохранит свой вид во всей области {\displaystyle t>0}.